# لعوينات
لعوينات قرية تقع غرب ولاية سكيكدة تابعة لدائرة أولاد عطية.
كانت أيام الاستعمار الفرنسي عبارة عن مجموعة من الخيام والاكواخ تتصدرها الثكنة العسكرية المحاطة بسور ضخم وقد تحولت بعد الاستقلال الي قرية تؤوي مابقي من سكان انشيد وترغن وخزانة وخرايف....الخ
حيث كان لابنائها دور كبير في محاربة العدوان الفرنسي انذاك.
ومن أشهر زعمائها وثوارها المجاهدالكبير:كريم الحوسين الملقب بالسي الحوسين

## معلومات اضافية
```
لعوينات منطقة ساحلية تشتهر ببحرها المسمي بشاطئ سيدي عبد الرحمن.وبغاباتها الكثيفة هذا ماجعلها قبلة للسواح من جميع اناء القطر الجزائري وذالك لقضاء موسم الاصطياف
. 
```